# Shanice
Pour les articles homonymes, voir Wilson.
Shanice, ou Shanice Lorraine Wilson-Knox comme nom d'épouse, née Shanice Lorraine Wilson le 14 mai 1973 en Pennsylvanie, est une chanteuse américaine de Pop-R&B, connue pour son tube I Love Your Smile de 1991.

## Biographie
Née à Pittsburgh, en Pennsylvanie, Wilson déménage à Los Angeles avec sa mère et sa tante, Krystal et Penny, qui se sont intéressées à poursuivre une carrière dans l'industrie de la musique. Elles abandonnent vite ce projet, pour s'occuper de la jeune Shanice en formant la société de gestion Krystal Penny pour cultiver et promouvoir ses talents. À 8 ans, Shanice apparaît dans une publicité de KFC avec la vénérable chanteuse de jazz Ella Fitzgerald. En 1984, elle apparaît dans le programme pour enfants Kids Incorporated, et également sur Star Search. Peu de temps après son apparition sur Star Search, elle signe un contrat avec la maison de disque A&M Records,, dans laquelle avait travaillé auparavant la chanteuse Janet Jackson, à ses débuts.
En 1987, à quatorze ans, A & M Records sort son premier album, Discovery. Elle sort deux singles tiré de l'album (Baby Tell Me) Can You Dance et No 1/2 Steppin', classés au top-10 R&B hits,. Wilson signe un accord avec la Motown Records à l'été 1990, et sort son deuxième album Inner Child fin 1991, dans lequel est incluse la chanson la plus connue I Love Your Smile sorti en single. Elle atteint le top dix dans 22 pays, y compris les États-Unis, incluse dans le Billboard Hot R&B Hip-Hop Songs et est numéro 2 du Billboard Hot 100. L'album comporte une reprise de 1974 Lovin' You de Minnie Riperton, une interprétation qui a attiré l'attention pour ses cinq octaves vocales.
Après Inner Child, Wilson continue à enregistrer des albums, dont son troisième, 21... Ways to Grow (qui fête son 21e anniversaire), avec le producteur Rhett Lawrence et guitariste du groupe Earth Wind & Fire, Dick Smith. Peu après, Shanice change de label et signe pour LaFace Records sous lequel elle ne sortira qu'un album qui est son quatrième album studio Shanice qui sort début 1999. Même si elle n'a pas eu un succès commercial significatif avec les albums suivants, elle a chanté pour des films tels que Don't Wanna Love You pour le film Boomerang, It's for You pour Meteor Man, et If I Never Knew You, un duo avec Jon Secada, pour la bande originale de le film Disney de 1995 Pocahontas : Une légende indienne. Wilson a connu un vif succès avec son tube classé dans le top-10 Saving Forever for You, bande originale du feuilleton Beverly Hills 90210. En plus de chanter, Wilson apparaît en 1997 sur la scène de Broadway comme la première artiste noir à jouer dans le rôle d'Éponine dans la comédie musicale Les Misérables.
Shanice effectue notamment comme chœurs occasionnel pour d'autres artistes et peut, par exemple, être entendue sur Come On Over Here et Un-Break My Heart de Toni Braxton, ainsi que Bedtime du chanteur Usher.
Elle sort plus tard une compilation des chansons tirés de ses trois premiers albums en novembre 1999.
Après une absence de cinq ans, Wilson a sorti son cinquième album studio Every Woman Dreams en 2006 sur son propre label Imajah créé en 2005 (au nom de ses deux enfants). L'album a culminé à la 30e place sur le R&B Albums Chart. Il est actuellement son dernier album.
Plus récemment en 2011, Shanice fait équipe avec Niecy Nash et Franchie Davis pour le 21e événement annuel de charité "Diva's Simply Singing" pour lutter contre le virus du SIDA.
À la même année, Shanice sort un nouveau single intitulé Tomorrow.

## Vie privée
Le 14 février 2000, Shanice épouse le comédien Flex Alexander, et met au monde deux enfants, une fille Imani Shekinah Knox, née le 23 août 2001 , puis un fils Elie Alexander Knox, né le 5 mars 2004 .

## Discographie

### Albums
Compilation

### Singles
Classés aux États-Unis
- 1987 : (Baby Tell Me) Can You Dance
- 1988 : This Time (Kiara feat. Shanice)
- 1991 : I Love Your Smile
- 1991 : I'm Cryin'
- 1992 : Silent Prayer
- 1992 : Saving Forever for You
- 1993 : It's for You
- 1994 : Somewhere
- 1994 : Turn Down the Lights
- 1994 : I Wish
- 1994 : I Like
- 1999 : When I Close My Eyes
- 1999 : Yesterday